# Gleitspur
In der Materialwissenschaft sind Gleitspuren mit dem Mikroskop sichtbare Spuren auf Metalloberflächen, die zur Einschätzung der durch Überbeanspruchung hervorgerufenen bleibenden plastischen Deformationen eines Bauteils ausgewertet werden können.

## Beschreibung
In vielen Bereichen der Technik gibt es Maschinen und Anlagen, deren Bauteile während des Betriebes hohen und höchsten mechanischen Beanspruchungen ausgesetzt werden. In Kraftwerken sind es insbesondere jene Bauteile, in denen im Betriebsmedium (Wasser oder Dampf) hohe Temperaturen und damit verbunden hohe Drücke herrschen, wie Rohrleitungen und Druckgefäße. Insbesondere beim An- und Abfahren ist auch mit mechanischen Spannungen durch örtlich unterschiedliche thermische Ausdehnung des Materials zu rechnen. Alle diese Beanspruchungen werden bei der Konstruktion solcher Maschinen und Anlagen rechnerisch erfasst und so bemessen, dass es während des Betriebs nicht zu gefährlichen Brüchen kommt. Ganz besondere Aufmerksamkeit wird dabei solchen Beanspruchungen geschenkt, die sich mehr oder weniger regelmäßig wiederholen und schließlich zur Materialermüdung führen können. Die Berechnungen beruhen dabei auf Kennwerten der Werkstoffe, welche an Prüfkörpern mit bestimmten Prüfmaschinen zuvor bestimmt werden. Vorausgesetzt wird dabei, dass das in den Maschinen und Anlagen verwendete Material die gleichen Eigenschaften hat wie in den zur Bestimmung der Kennwerte benutzten Prüfkörpern und dass diese Eigenschaften sich im Laufe des Betriebs über viele Jahre nicht ändern. Eine absolute Sicherheit gibt es jedoch nicht und es werden regelmäßige Kontrollen an den am meisten gefährdeten Stellen der Bauteile durchgeführt, durch welche zu einem möglichst frühen Zeitpunkt Schäden an den Bauteilen erkannt werden können. Zu derartigen Schäden können örtliche oder ausgedehnte Überschreitungen der Elastizitätsgrenze führen, welche Ursache für plastische Verformungen der Bauteile sein können. Die dabei angewendeten Methoden sind in erster Linie die visuelle Inspektion (Sichtprüfung) und die Suche nach eventuellen Rissen mit Ultraschall und Wirbelstromverfahren. Eine Ergänzung durch mikroskopische Untersuchung mit transportablen Auflichtmikroskopen oder Abdrucktechniken zur Oberflächenuntersuchung von Gleitspuren im Labor ist denkbar, weil hoch beanspruchte Bauteile aus polykristallinen metallischen Werkstoffen ihre schließlich zur Materialermüdung führende Belastungsgeschichte selbst aufzeichnen. Die an der Oberfläche von Bauteilen mit den Mitteln der Metallografie nachweisbaren Gleitspuren (Gleitstufen und Ätzgrubenreihen) sind die hierbei zu untersuchenden Anzeichen.
Gleitstufen entstehen dort, wo die bei der plastischen Deformation betätigten Gleitebenen die Oberfläche des Bauteils schneiden. Reihen von Ätzgruben markieren die Schnittpunkte der bei der Gleitung betätigten Versetzungen mit der Oberfläche. Bei mechanisch bearbeiteten Bauteiloberflächen wird der Austritt der Gleitvorgänge an die Oberfläche behindert. Die Entwicklung der Ätzgrubenreihen gelingt jedoch nach vorherigem Abtragen der Bearbeitungsschicht durch elektrolytisches Polieren.
Eine besondere Bedeutung kommt der azimutalen Richtungsverteilung der Gleitspuren zu, deren Gesetzmäßigkeiten durch eine Wahrscheinlichkeitsanalyse aufgedeckt werden können. Eine Verteilungslücke liegt symmetrisch zur Richtung der Hauptbeanspruchung. Während es relativ leicht ist, an der Oberfläche von Einkristallen Gleitspuren als Gleitstufen, Gleitlinien oder Gleitbänder dort zu erzeugen, wo bei der plastischen Deformation betätigte Gleitebenen die Oberfläche schneiden, und mit dem Auflichtmikroskop (insbesondere bei schiefer Beleuchtung) zu beobachten, ist dies bei metallischen Konstruktionswerkstoffen keineswegs selbstverständlich. Bei der üblichen Oberflächenbearbeitung durch Drehen, Fräsen, Feilen oder Schleifen entsteht eine oberflächennahe Verformungsschicht, die den kristallgeometrisch gesteuerten Gleitvorgang behindert. An der Oberfläche üblicher Zugproben, in der Umgebung von Härteeindrücken oder in der Nachbarschaft der Bruchfläche von Kerbschlagbiegeproben beobachtet man lediglich eine zusätzliche eigenartige Aufrauung der Oberfläche, die manchmal als „Orangenschaleneffekt“ bezeichnet wird. Diesen Effekt kann man als Folge der gegenseitigen Verdrehung der unter der Bearbeitungsschicht liegenden Kristallite verstehen. Seitliche Auslenkungen von Schleifriefen können auf unter der Bearbeitungsschicht stattgefundene plastische Verformungen hinweisen wie in Bild 1. Nachträgliche Abtragung der Bearbeitungsschicht durch elektrolytisches Polieren und anschließendes Ätzen ergibt den direkten Nachweis von Gleitspuren als Ätzgrubenreihen wie in Bild 2.
Um die Gleiterscheinungen an der Oberfläche beobachten zu können, benutzt man Proben mit elektrolytisch oder chemisch polierter Oberfläche. Aus diesem Grunde wurden auch bei den Untersuchungen an austenitischem Chrom-Nickel-Titan-Stahlproben einige der Proben vor der mechanischen Beanspruchung mit einem Elektrolyten aus Perchlorsäure und Essigsäure in wässriger Lösung elektrolytisch poliert.
Bild 3 zeigt die Umgebung eines Eindrucks zur Härteprüfung nach Vickers (30 kp) auf der zuvor elektrolytisch polierten Oberfläche einer Probe aus dem Stahl X8CrNiTi18.10. Zu erkennen sind relativ gleichmäßig verteilte Gleitstufen, die innerhalb der einzelnen Körner parallele Scharen bilden, deren Richtung sich beim Übergang über Korn- und Zwillingsgrenzen ändert. Wegen der offenbar geringen Höhe der meisten Gleitstufen ist deren Kontrast sehr schwach. In Bild 4 wird die gleiche Stelle wie in Bild 3 gezeigt, nachdem die Oberfläche vorsichtig (einige Sekunden) mit „V2A-Beize“ geätzt wurde. Der Gleitspurenkontrast ist wesentlich stärker. Die Gleitspuren werden durch Atzgrubenreihen markiert. An besonders günstigen Stellen lassen sich die einzelnen Atzgruben getrennt abbilden. Wie in Bild 5 mit der höchstmöglichen lichtmikroskopischen Aufnahmevergrößerung (Original 2000:1) zu erkennen ist, sind die Ätzgruben offenbar spitz und markieren die Durchstoßpunkte einzelner Versetzungen. Dies entspricht den Erfahrungen des Autors aus einer früheren Arbeit zur Plastizität organischer Molekülkristalle niederer Symmetrie.

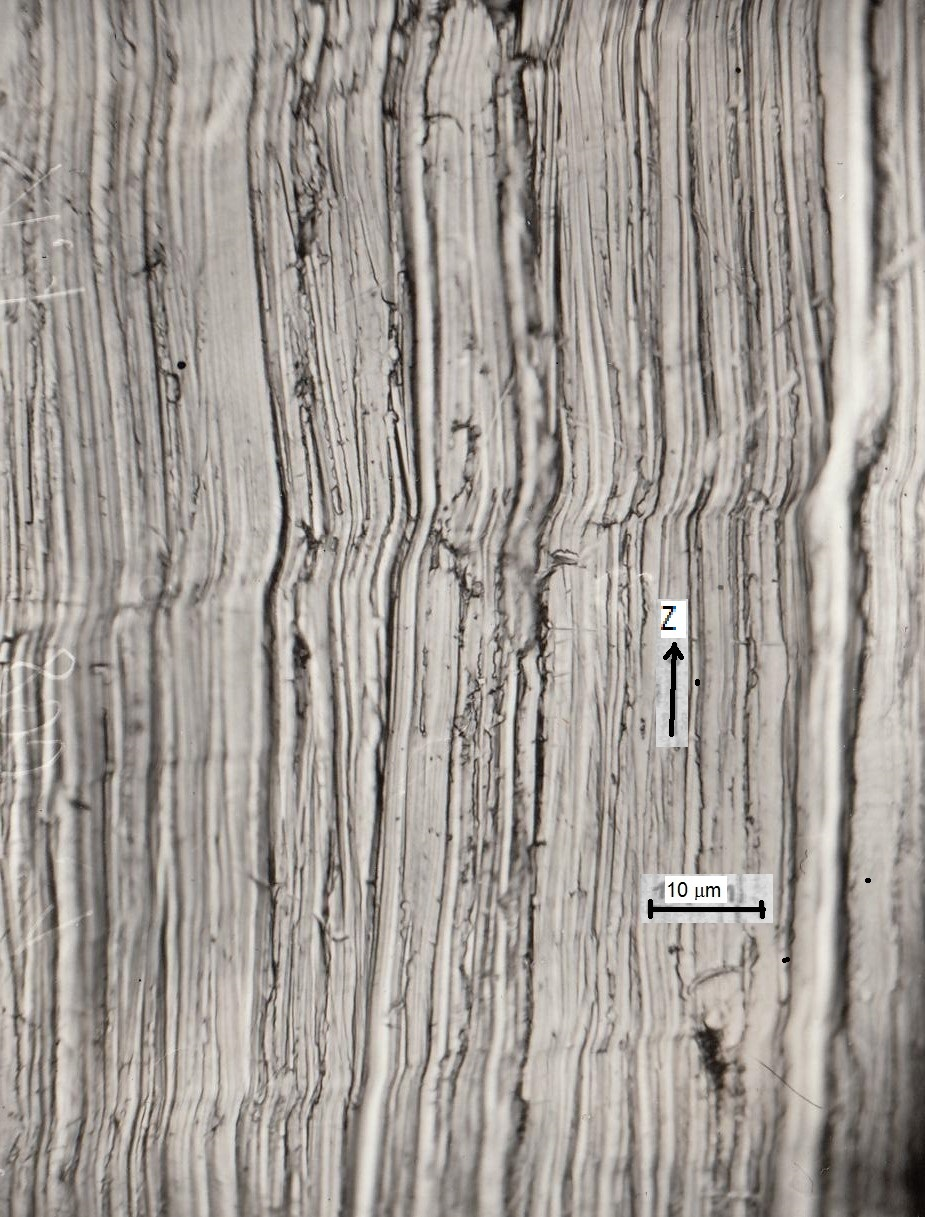
Bild 1. CrNiTi-Stahl. Deformierte Schleifriefen
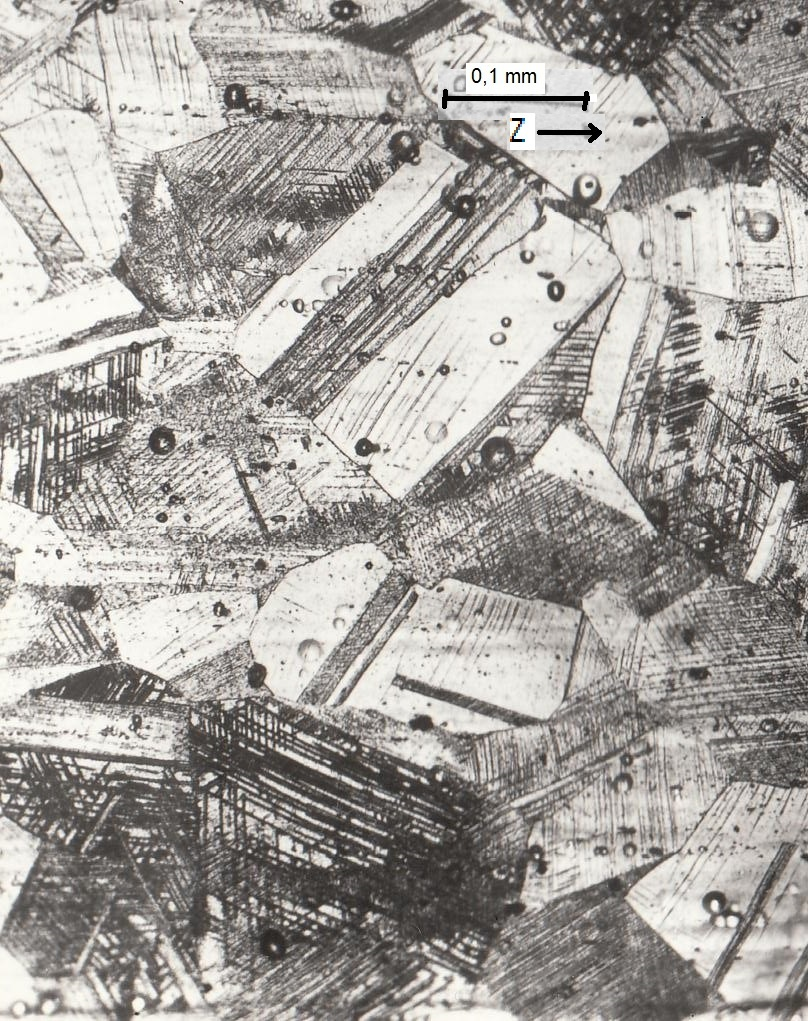
Bild 2. Cr-Ni-Ti-Stahlprobe nach Zugschwellversuch, geätzt nach Beseitigung der Schleifriefen durch elektrolytisches Polieren
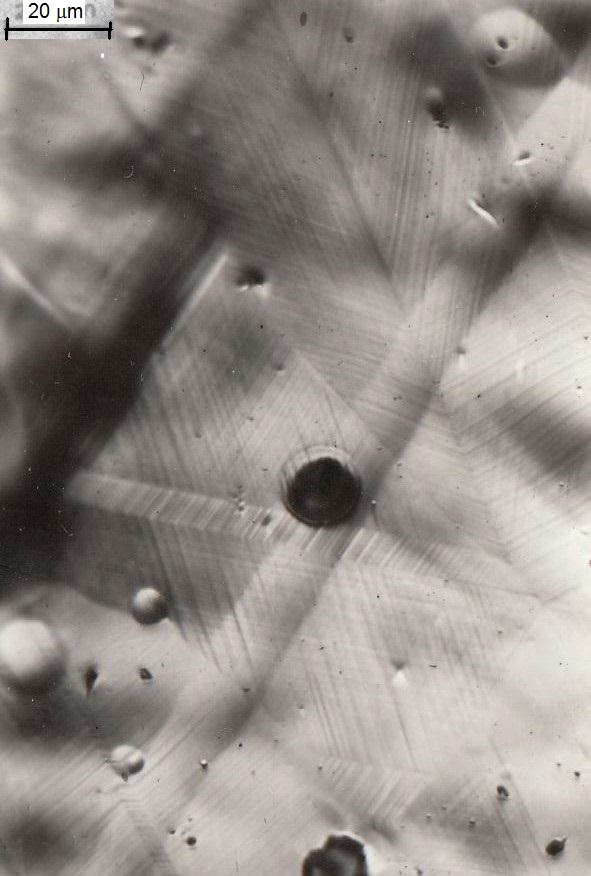
Bild 3. Ursprüngliche Gleitspuren neben einem Eindrück zur Härteprüfung nach Vikkers auf elektrolytisch polierter Oberfläche einer CrNiTi-Stahlprobe
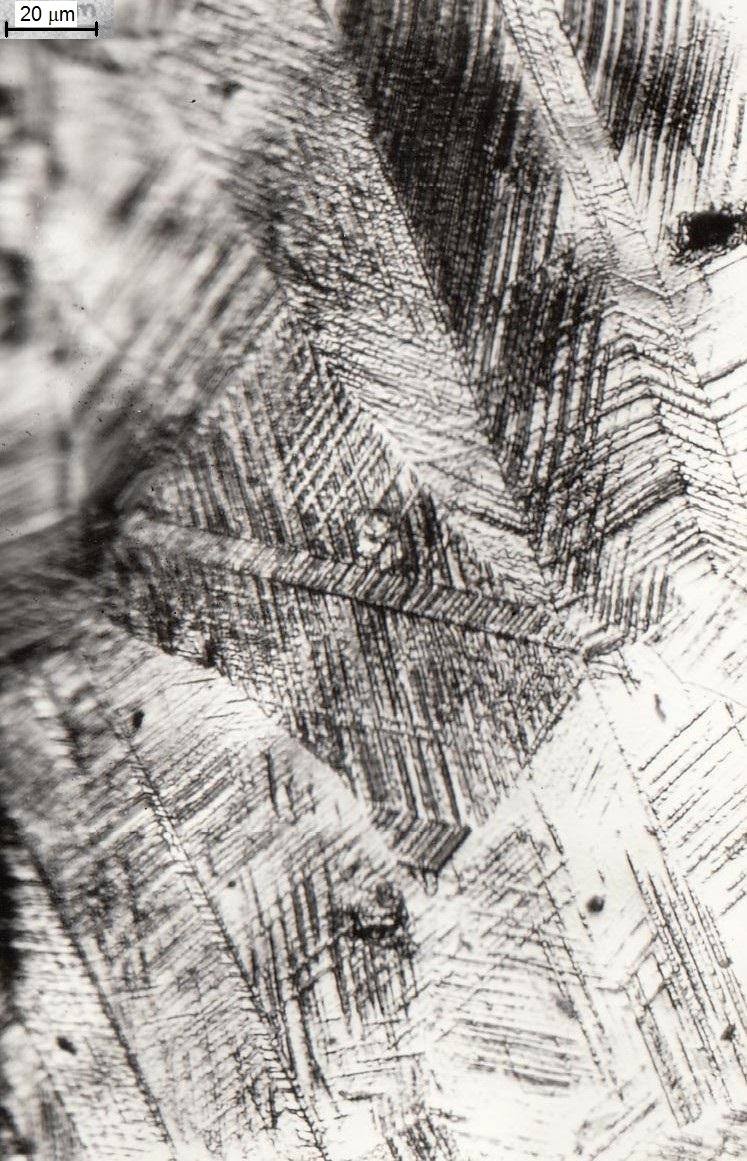
Bild 4. Gleitspuren in der Nähe eines Vickers-Eindrucks auf einer elektrolytisch polierten CrNiTi-Stahlprobe, geätzt
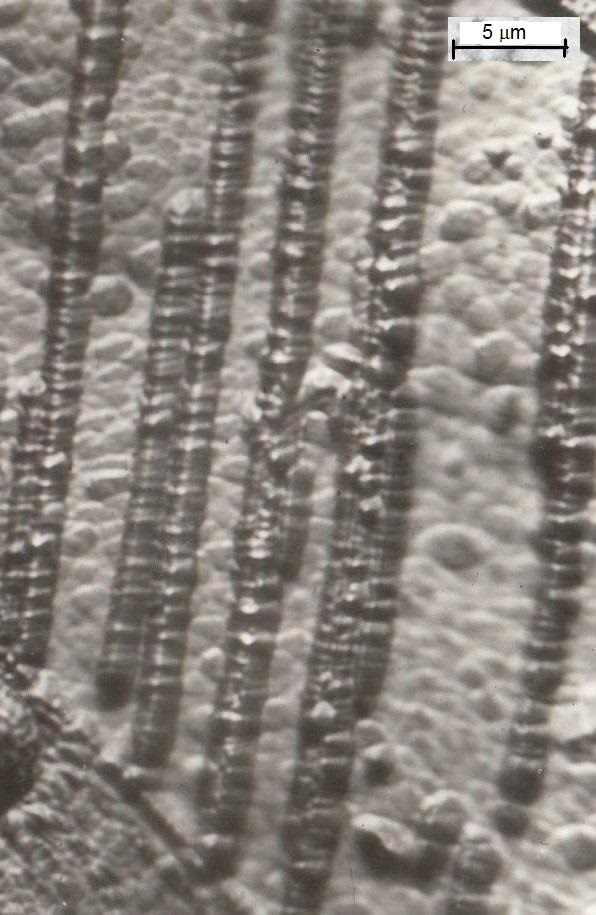
Bild 5. Ätzgrubenreihen als Gleitspuren auf einer CrNiTi-Stahlprobe neben einem Vickers-Eindruck

## Wahrscheinlichkeitsanalyse zur Richtungsverteilung von Gleitspuren

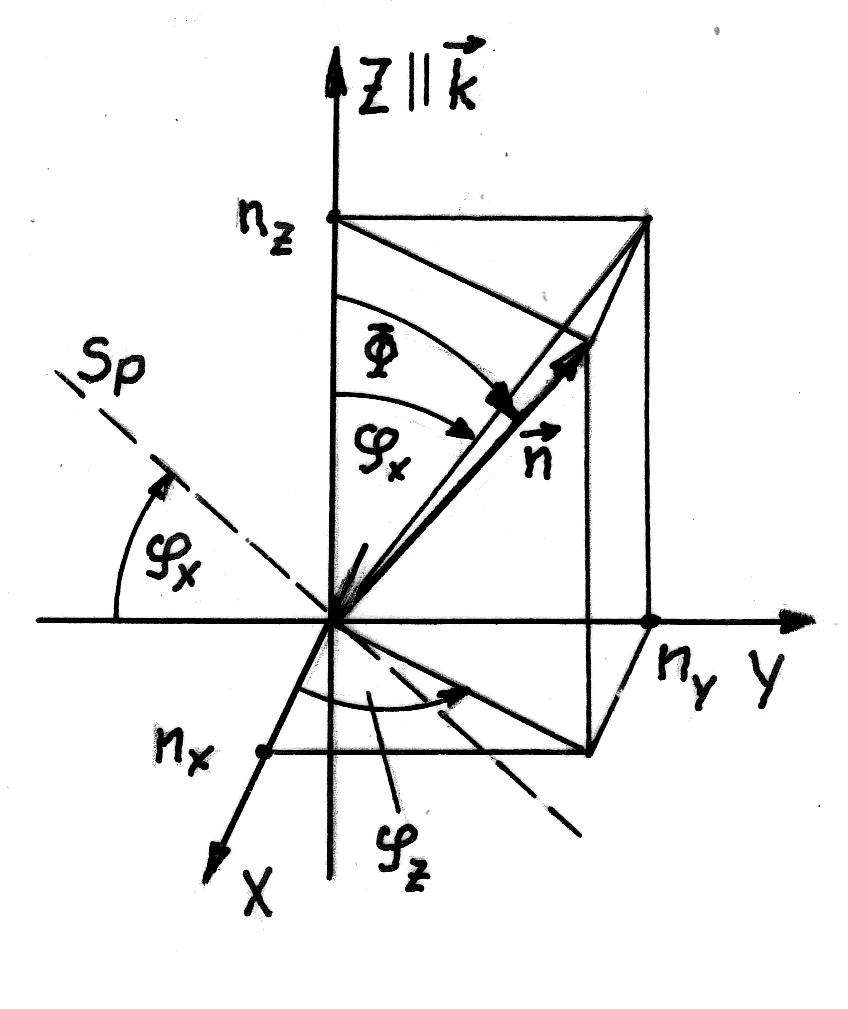
Bild 6. Skizze zur Analyse der Richtungsverteilung von Gleitspuren

Die Wahrscheinlichkeitsanalyse kann zunächst für einen festgehaltenen Orientierungswinkel {\displaystyle \Phi } der Normalen aktivierter Gleitebenen durchgeführt werden und dann in Abhängigkeit von der Belastungsgeometrie auf den Orientierungswinkel selbst ausgedehnt werden.

### Wahrscheinlichkeitsverteilung der Richtungen von Gleitspuren bei festgehaltenem Orientierungswinkel Φ der Gleitebenennormale
Das Problem wird in einem probenfesten Koordinatensystem X, Y, Z untersucht (Bild 6). Dabei sei X senkrecht zur Probenoberfläche und Z parallel zur Lastrichtung (Einheitsvektor {\displaystyle {\vec {k}}}) orientiert. In einem beliebig herausgegriffenen Korn der polykristallinen Probe mit isotroper Kornorientierungsverteilung möge eine plastische Deformation in einem Gleitsystem mit der Gleitebene {\displaystyle (hkl)_{\rm {g}}} (der Normaleneinheitsvektor der Gleitebene sei {\displaystyle {\vec {n}}}) und der Gleitrichtung {\displaystyle (uvw]_{\rm {g}}} (Einheitsvektor {\displaystyle {\vec {g}}}) stattgefunden haben. Dann finden sich in der Oberfläche (Y-Z-Ebene) der Probe Gleitspuren parallel zur Spur {\displaystyle Sp} der Gleitebene und damit senkrecht zur Projektion des Normalenvektors {\displaystyle {\vec {n}}} in die Y-Z-Ebene. Wenn man mit {\displaystyle \varphi _{\rm {z}}} und {\displaystyle \varphi _{\rm {x}}} die Azimute von {\displaystyle {\vec {n}}} bezüglich Drehung um die Z- bzw. X-Achse bezeichnet, dann ergibt sich zugleich {\displaystyle \varphi _{\rm {x}}=\angle (Sp,\mathrm {Y} )}. Es sei {\displaystyle \Phi =\angle ({\vec {n}},{\vec {k}})} der Orientierungswinkel der Gleitebenennormale. Den Zusammenhang von {\displaystyle \varphi _{\rm {z}}} und {\displaystyle \varphi _{\rm {x}}} findet man mit Hilfe der Angaben in Bild 6 leicht, wenn man berücksichtigt, dass {\displaystyle \varphi _{\rm {x}}} zugleich der Winkel zwischen der Projektion von {\displaystyle {\vec {n}}} in die Y-Z-Ebene und der Z-Achse ist. Es gilt:
| {\displaystyle \sin \varphi _{\rm {z}}=\tan \varphi _{\rm {x}}/\tan \Phi } oder {\displaystyle \tan \varphi _{\rm {x}}=\sin \varphi _{\rm {z}}\tan \Phi } |  | (1) |
| {\displaystyle \sin \varphi _{\rm {z}}=\tan \varphi _{\rm {x}}/\tan \Phi } oder {\displaystyle \tan \varphi _{\rm {x}}=\sin \varphi _{\rm {z}}\tan \Phi } |  | (1) |

Der Betrag von {\displaystyle \varphi _{\rm {x}}} kann nicht größer sein als der Orientierungswinkel {\displaystyle \Phi }. Dieser Grenzwert wird erreicht, wenn der Normalenvektor der Gleitebene {\displaystyle {\vec {n}}} in der Probenoberfläche liegt mit {\displaystyle \varphi _{\rm {z}}=\pm \pi /2}. Wenn es im Zusammenhang mit der Belastungsgeometrie einen oberen Grenzwert für {\displaystyle \Phi } gibt, existiert eine Verteilungslücke für {\displaystyle \varphi _{\rm {x}}} symmetrisch um die Belastungsrichtung {\displaystyle {\vec {k}}}. Diese Verteilungslücke ermöglicht eine unabhängige Bestimmung der Hauptbelastungsrichtung aus der Richtungsverteilung der Gleitspuren.
Die zufällige Verteilung der Orientierung der einzelnen Kristallite in dem polykristallinen Material kann simuliert werden, indem alle möglichen Orientierungen von {\displaystyle {\vec {n}}} im dreidimensionalen Raum zugelassen werden, die nicht zu Dopplungen der Orientierungsverteilung der Gleitstufen führen. Die Spiegelung von {\displaystyle {\vec {n}}} an der zur Probenoberfläche parallelen Y-Z-Ebene führt zu identischen Lagen der Gleitspuren. Das bedeutet, dass nur der nach der positiven X-Achse weisende Halbraum zu berücksichtigen ist. Die Probenoberfläche ist Symmetrieebene für das Problem. Spiegelung von {\displaystyle {\vec {n}}} an der X-Z-Ebene führt zum Vorzeichenwechsel von {\displaystyle \varphi _{\rm {x}}} und damit nicht zu einer Dopplung. Spiegelung von {\displaystyle {\vec {n}}} an der X-Y-Ebene führt zur Spiegelung der Richtungsverteilung und damit zur Dopplung. Damit beschränkt sich die Variationsmöglichkeit für die Orientierung von {\displaystyle {\vec {n}}} auf das vordere obere Raumviertel.
Bei festgehaltenem Orientierungswinkel {\displaystyle \Phi } liegt Winkel {\displaystyle \varphi _{\rm {z}}} mit Sicherheit zwischen {\displaystyle -\pi /2} und {\displaystyle +\pi /2}. Die Wahrscheinlichkeit {\displaystyle P(\varphi _{\rm {z}})} dafür ist gleich 1. Die Größe des Variationsintervalls ist {\displaystyle \pi }. Bei isotroper Kornorientierungsverteilung (aber auch bei Fasertextur mit Z als Faserachse) sind alle Werte von {\displaystyle \varphi _{\rm {z}}} gleich wahrscheinlich, und die Gesamtwahrscheinlichkeit 1 ist auf das Variationsintervall von {\displaystyle \varphi _{\rm {z}}} mit der Breite {\displaystyle \pi } gleichmäßig aufgeteilt, so dass man für die auf {\displaystyle \varphi _{\rm {z}}} bezogene Wahrscheinlichkeitsdichte {\displaystyle p(\varphi _{\rm {x}})} erhält:
| {\displaystyle p(\varphi _{\rm {z}})={\mathrm {d} P}(\varphi _{\rm {z}})/{\mathrm {d} \varphi _{\rm {z}}}={\rm {const.}}=1/\pi =1/180^{\circ }} |  | (2) |
| {\displaystyle p(\varphi _{\rm {z}})={\mathrm {d} P}(\varphi _{\rm {z}})/{\mathrm {d} \varphi _{\rm {z}}}={\rm {const.}}=1/\pi =1/180^{\circ }} |  | (2) |

Für die Wahrscheinlichkeitsdichte {\displaystyle p(\varphi _{\rm {x}})} ergibt sich mit Benutzung von (1):
| {\displaystyle p(\varphi _{\rm {x}})={\mathrm {d} P}(\varphi _{\rm {x}})/{\mathrm {d} \varphi _{\rm {x}}}={\mathrm {d} P}(\varphi _{\rm {z}})/{\mathrm {d} \varphi _{\rm {x}}}=[{\mathrm {d} P}(\varphi _{\rm {z}})/{\mathrm {d} \varphi _{\rm {z}}}]\cdot ({\mathrm {d} \varphi _{\rm {z}}}/{\mathrm {d} \varphi _{\rm {x}}})=(1/\pi )\cdot \arcsin(\tan \varphi _{\rm {x}}/\tan \Phi )} |  | (3) |
| {\displaystyle p(\varphi _{\rm {x}})={\mathrm {d} P}(\varphi _{\rm {x}})/{\mathrm {d} \varphi _{\rm {x}}}={\mathrm {d} P}(\varphi _{\rm {z}})/{\mathrm {d} \varphi _{\rm {x}}}=[{\mathrm {d} P}(\varphi _{\rm {z}})/{\mathrm {d} \varphi _{\rm {z}}}]\cdot ({\mathrm {d} \varphi _{\rm {z}}}/{\mathrm {d} \varphi _{\rm {x}}})=(1/\pi )\cdot \arcsin(\tan \varphi _{\rm {x}}/\tan \Phi )} |  | (3) |

Die Wahrscheinlichkeit {\displaystyle P(\varphi _{\rm {x}})_{\rm {i}}} dafür, dass der Winkel {\displaystyle \varphi _{\rm {x}}} in einem bestimmten Intervall {\displaystyle [\varphi _{\rm {xi}},\varphi _{\rm {xi+1}}]} angetroffen wird, ist gleich der Wahrscheinlichkeit {\displaystyle P(\varphi _{\rm {z}})_{\rm {i}}}, dass sich {\displaystyle \varphi _{\rm {z}}} in dem nach Beziehung (1) zugeordneten Intervall befindet. Es gilt:
| {\displaystyle P([\varphi _{\rm {xi}},\varphi _{\rm {xi+1}}])=[p(\varphi _{\rm {xi+1}})-p(\varphi _{\rm {xi}})](\varphi _{\rm {xi+1}}-\varphi _{\rm {xi}})} |  | (4) |
| {\displaystyle P([\varphi _{\rm {xi}},\varphi _{\rm {xi+1}}])=[p(\varphi _{\rm {xi+1}})-p(\varphi _{\rm {xi}})](\varphi _{\rm {xi+1}}-\varphi _{\rm {xi}})} |  | (4) |

### Beanspruchungsgeometrie und Orientierungswinkel Φ

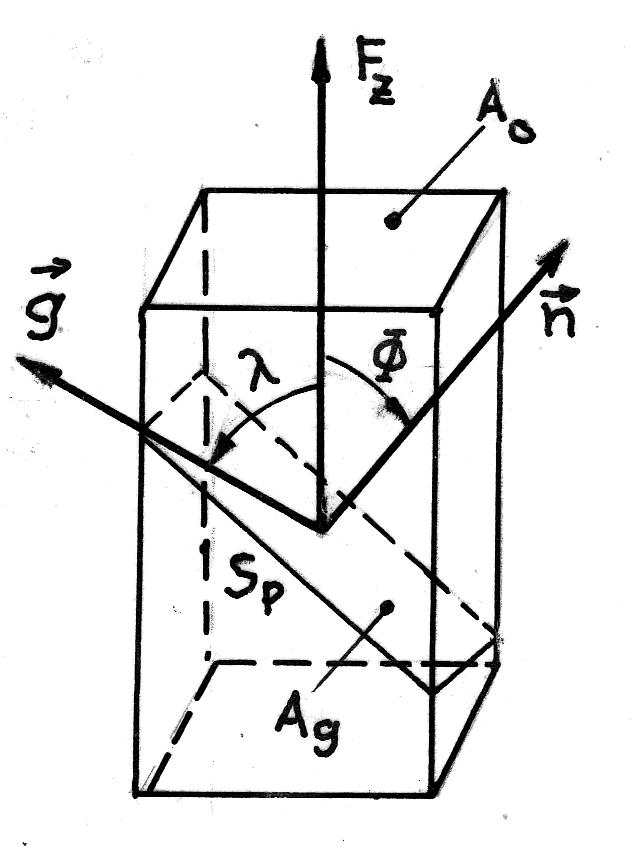
Bild 7. Skizze zur Belastungsgeometrie eines Gleitsystems

Zur Herleitung der Grenzbedingungen für den Orientierungswinkel {\displaystyle \Phi } der Normalen aktivierter Gleitebenen wird die Wahrscheinlichkeit {\displaystyle P({\vec {g}})} eingeführt, dass bei einer äußeren Beanspruchung durch die Zug- oder Druckspannung {\displaystyle \sigma _{\rm {z}}} ein beliebig herausgegriffenes Korn in der polykristallinen Probe mit isotroper Kornorientierungsverteilung sich in einer gleitgünstigen Orientierung befindet, so dass in diesem Korn wenigstens ein Gleitsystem aktiviert wird. Ein Gleitsystem wird aktiviert, sobald die darauf einwirkende Schubspannung {\displaystyle \tau } einen bestimmten, mit der Fließgrenze des Werkstoffes zusammenhängenden Grenzwert {\displaystyle \tau _{\rm {g}}} erreicht oder überschreitet. Den geometrischen Verhältnissen gemäß Bild 7 ist {\displaystyle \sigma _{\rm {z}}=F_{\rm {z}}/A_{\rm {o}}} und {\displaystyle \tau =F_{\rm {g}}/A}. Mit {\displaystyle A=A_{\rm {o}}/\cos \Phi } und {\displaystyle F_{\rm {g}}=\Phi _{\rm {z}}\cdot \cos \lambda } ergibt sich:
| {\displaystyle \tau =s_{\rm {z}}\cos \Phi \cos \lambda =\sigma _{\rm {z}}\cdot s\geq \tau _{\rm {g}}} |  | (5) |
| {\displaystyle \tau =s_{\rm {z}}\cos \Phi \cos \lambda =\sigma _{\rm {z}}\cdot s\geq \tau _{\rm {g}}} |  | (5) |

als Gleitbedingung. Dabei ist {\displaystyle s=\cos \Phi \cos \lambda } der von Schmid und Boas eingeführte Orientierungsfaktor. Die Gleitbedingung (5) kann in eine rein geometrische Bedingung für den Orientierungsfaktor umgeformt werden:
| {\displaystyle s\geq \tau _{\rm {g}}/\sigma _{\rm {z}}=s_{\rm {min}}} |  | (6) |
| {\displaystyle s\geq \tau _{\rm {g}}/\sigma _{\rm {z}}=s_{\rm {min}}} |  | (6) |

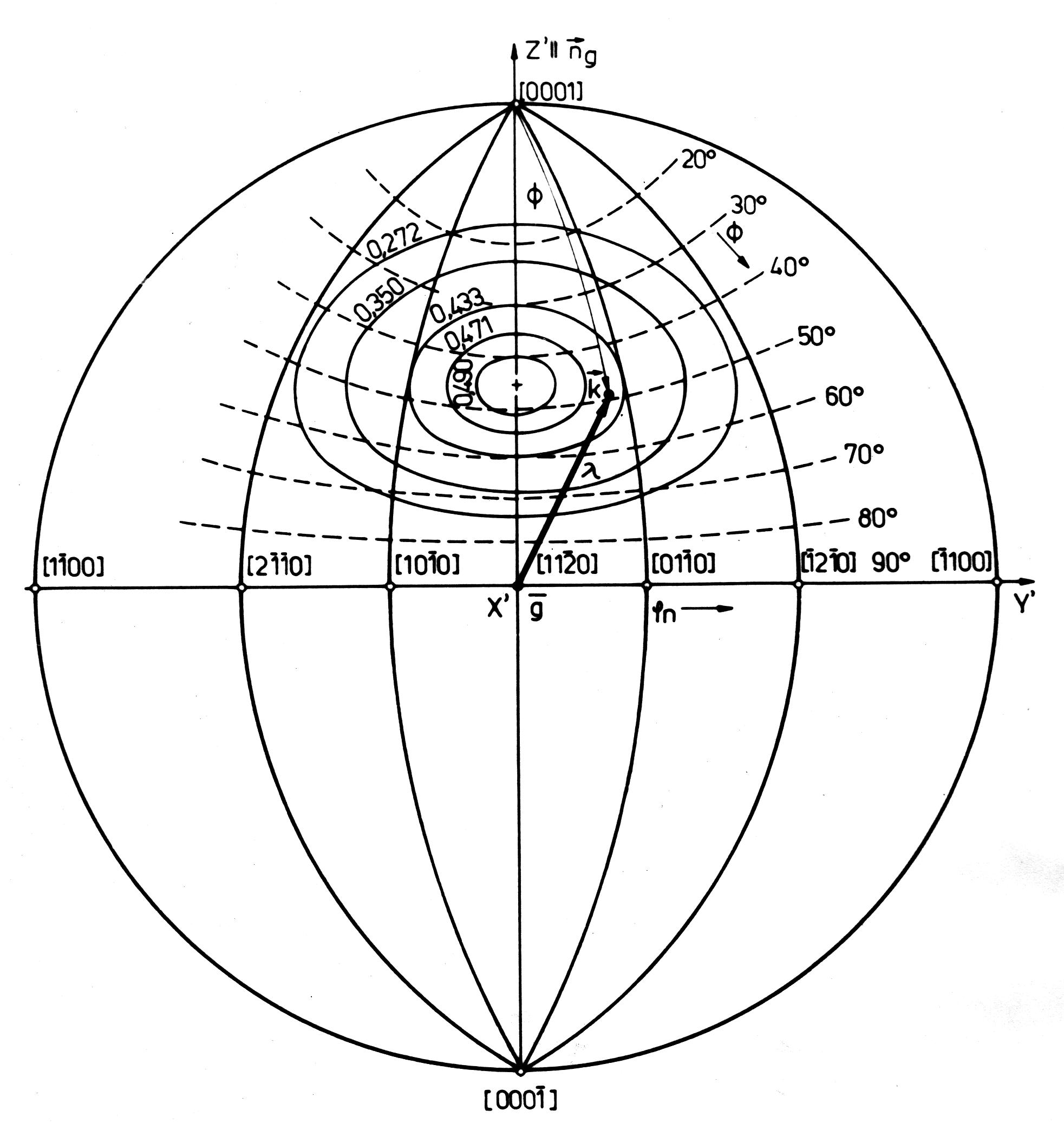
Bild 8. An das Gleitsystem gebundenes Koordinatensystem X', Y', Z'

Die geometrische Bedeutung der Gleitbedingung in der Gestalt von Beziehung (6) lässt sich in einem mit dem Gleitsystem fest verbundenen Koordinatensystem X', Y', Z' auf der darin dargestellten Einheitskugel mit den Polarkoordinaten {\displaystyle \vartheta ^{\prime }} und {\displaystyle \varphi ^{\prime }} in der stereographischen Projektion von Bild 8 veranschaulichen. Für {\displaystyle {\mathrm {X} }^{\prime }\parallel {\vec {g}}}, {\displaystyle {\mathrm {Z} }^{\prime }\parallel {\vec {n}}}, {\displaystyle \vartheta ^{\prime }=\Phi } und {\displaystyle \varphi ^{\prime }=\varphi _{\rm {n}}} (Azimut von {\displaystyle k} bezüglich Drehung um {\displaystyle n}) erhält man: {\displaystyle \cos l=\sin \Phi \cos \varphi _{\rm {n}}}, so dass mit Berücksichtigung der Beziehung {\displaystyle \sin \Phi \cos \Phi =(1/2)\sin 2\Phi } die Gleitbedingung (6) eine neue Gestalt (7) erhält:
| {\displaystyle s=(1/2)\cos \varphi _{\rm {n}}\sin 2\Phi >s_{\rm {min}}} |  | (7) |
| {\displaystyle s=(1/2)\cos \varphi _{\rm {n}}\sin 2\Phi >s_{\rm {min}}} |  | (7) |

Mit dem Gleichheitszeichen vor {\displaystyle s_{\rm {min}}} erhält man die implizite Darstellung einer geschlossenen Kurve auf der Einheitskugel {\displaystyle F(\varphi _{\rm {n}},F)=s_{\rm {min}}}. Die Gleitbedingung ist für alle Punkte in dem von dieser geschlossenen Kurve berandeten Gebiet {\displaystyle W_{\rm {g}}} erfüllt. Fällt für ein bestimmtes Korn die Lastrichtung {\displaystyle {\vec {k}}} in das Gebiet {\displaystyle \Omega _{\rm {g}}}, so ist für dieses Korn die Gleitbedingung (5) erfüllt, das betreffende Gleitsystem wird aktiviert. In expliziter Form lautet die die Randkurve von {\displaystyle \Omega _{\rm {g}}} beschreibende Funktion nach Auflösung der Gleichung (7) nach {\displaystyle \varphi _{\rm {n}}} folgendermaßen:
| {\displaystyle \cos \varphi _{\rm {n}}=2s_{\rm {min}}/\sin 2\Phi } oder {\displaystyle \varphi _{\rm {n}}=\arccos(2s_{\rm {min}}/\sin 2\Phi )} |  | (8) |
| {\displaystyle \cos \varphi _{\rm {n}}=2s_{\rm {min}}/\sin 2\Phi } oder {\displaystyle \varphi _{\rm {n}}=\arccos(2s_{\rm {min}}/\sin 2\Phi )} |  | (8) |

Wegen der symmetrischen Gleichberechtigung von {\displaystyle {\vec {n}}} mit {\displaystyle -{\vec {n}}} und {\displaystyle {\vec {g}}} mit {\displaystyle -{\vec {g}}} ist es sicher, die Richtung von {\displaystyle {\vec {k}}} in der in Bild 8 dargestellten Viertelkugel mit dem Raumwinkel {\displaystyle \Pi } anzutreffen; die Wahrscheinlichkeit dafür ist gleich 1. Die Wahrscheinlichkeit dafür, dass bei isotroper Kornorientierung, d. h. bei fehlender Textur, die Lastrichtung {\displaystyle {\vec {k}}} in das Gebiet {\displaystyle \Omega _{\rm {g}}} fällt und damit Gleitung erfolgt, ist {\displaystyle P({\vec {g}})=\Omega _{\rm {g}}/\Pi }.
In Bild 8 sind die Randkurven von {\displaystyle \Pi } für verschiedene Werte von {\displaystyle s_{\rm {min}}} dargestellt.
Extremwerte von {\displaystyle \Phi } ergeben sich für die Orientierung der Lastrichtung {\displaystyle {\vec {k}}} in der X’-Z’-Ebene mit {\displaystyle \varphi _{\rm {n}}=0} aus Gleichung (8) zu:
| {\displaystyle \Phi _{\rm {min}}=\arcsin 2s_{\rm {min}}/2} und {\displaystyle \Phi _{\rm {max}}=\pi /2-\Phi _{\rm {min}}} |  | (9) |
| {\displaystyle \Phi _{\rm {min}}=\arcsin 2s_{\rm {min}}/2} und {\displaystyle \Phi _{\rm {max}}=\pi /2-\Phi _{\rm {min}}} |  | (9) |

Die Verteilungslücke der Gleitspuren um die Lastrichtung hat die Breite {\displaystyle 2\Phi _{\rm {min}}}. Aus deren Vorhandensein lässt sich die Lastrichtung aus der Richtungsverteilung der Gleitspuren unabhängig bestimmen.
Die Wahrscheinlichkeitsdichte für das Auftreten eines bestimmten Orientierungswinkels {\displaystyle \Phi } bei gleitgünstiger Kornorientierung innerhalb von {\displaystyle \Omega _{\rm {g}}} ist längs des Meridians mit {\displaystyle \varphi _{\rm {n}}=0} proportional zur Bogenlänge {\displaystyle 2\varphi _{\rm {n}}\sin \Phi } auf dem betreffenden Breitenkreis. Damit ergibt sich:
| {\displaystyle p(\Phi _{\rm {g}})_{\rm {s}}=2\arccos(2s_{\rm {min}}/\sin \Phi )/\pi } |  | (10) |
| {\displaystyle p(\Phi _{\rm {g}})_{\rm {s}}=2\arccos(2s_{\rm {min}}/\sin \Phi )/\pi } |  | (10) |

Der Index s kennzeichnet das vorgegebene Beanspruchungsniveau.

### Wahrscheinlichkeitsverteilung für die Orientierung der Gleitspuren bei vorgegebener Beanspruchung

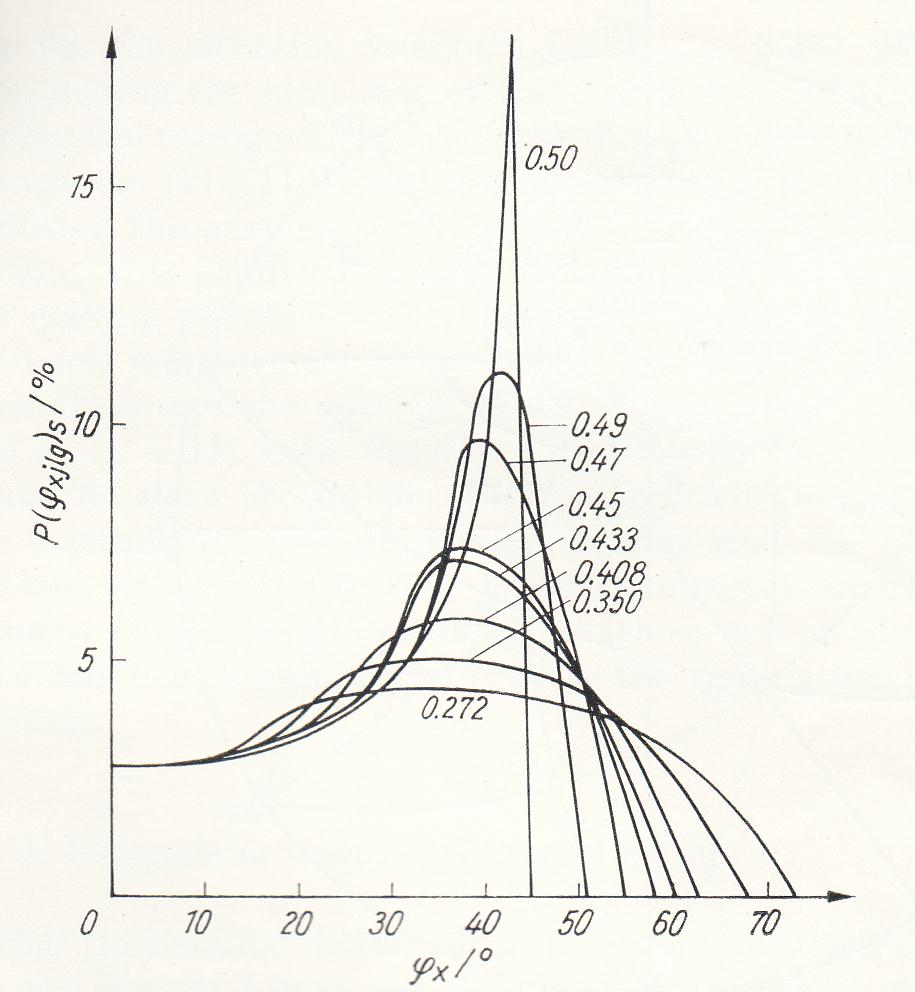
Bild 9. Rechnerisches Ergebnis der Richtungsverteilung von Gleitspuren

Bei der Wahrscheinlichkeitsverteilung der Richtungen von Gleitspuren bei vorgegebener Beanspruchung handelt es sich um die Wahrscheinlichkeit für das gleichzeitige Eintreten zweier voneinander abhängiger Ereignisse, dass das betreffende Gleitsystem aktiviert wird und die Gleitspuren in ein bestimmtes Azimutintervall fallen. Die Einzelwahrscheinlichkeiten (bzw. ihre Dichten) nach den Gleichungen (4) und (10) werden nach der „sowohl als auch“-Regel miteinander multipliziert und anschließend nach dem Orientierungswinkel {\displaystyle \Phi } integriert. Das rechnerische Ergebnis wird für eine Verteilung auf {\displaystyle \varphi _{\rm {x}}}-Intervalle mit der Breite {\displaystyle 5^{\circ }} in Bild 9 dargestellt. Wegen der Symmetrie hinsichtlich des Vorzeichens beschränkt sich die Darstellung auf positive Werte von {\displaystyle \varphi _{\rm {x}}}. Die einzelnen Kurven wurden für die angezeigten Werte von {\displaystyle s_{\rm {min}}} berechnet.
- Die für Intervallbreiten D{\displaystyle \varphi _{\rm {z}}=5^{\circ }} berechneten Wahrscheinlichkeiten haben ein flaches Minimum bei {\displaystyle \varphi _{\rm {x}}=0} mit einer vom Beanspruchungsparameter {\displaystyle s_{\rm {min}}} unabhängigen Höhe (2,78 %).
- Es existiert eine Lücke für {\displaystyle \varphi _{\rm {z}}>F_{\rm {max}}(s_{\rm {min}})}, deren Lage zur unabhängigen Bestimmung der Richtung einer äußeren Beanspruchung benutzt werden kann.
- Mit wachsender Beanspruchung (abnehmendem Parameter {\displaystyle s_{\rm {min}}}) wird das Maximum flacher und verschiebt sich nach kleineren Azimutwerten.

## Einfluss der Kristallstruktursymmetrie
Der Einfluss der Kristallstruktursymmetrie wurde für die kubisch flächenzentrierte Struktur (kfz) – zugleich kubisch dichteste Kugelpackung – näher untersucht. In dieser existieren 12 symmetrisch gleichwertige Gleitsysteme. Die Gleitebene liegt in den dichtest gepackten Flächen der Form (111), die Gleitrichtung parallel zu den dicht gepackten Gitterlinien der Form [01-1].
Das Ergebnis besteht in der Feststellung, dass mit zunehmender Belastung in den einzelnen Kristallkörnern verschiedene Gleitsysteme nacheinander aktiviert werden, so dass es zur Mehrfachgleitung (praktisch beobachtet bis zur Dreifachgleitung z. B. in Bild 4 unten) kommt. Auf die Richtungsverteilung der Gleitspuren hat die Mehrfachgleitung keinen Einfluss, wenn die verschiedenen Gleitspurenscharen in den einzelnen Kristallkörnern gesondert gezählt werden.

## Vergleich mit experimentellen Ergebnissen

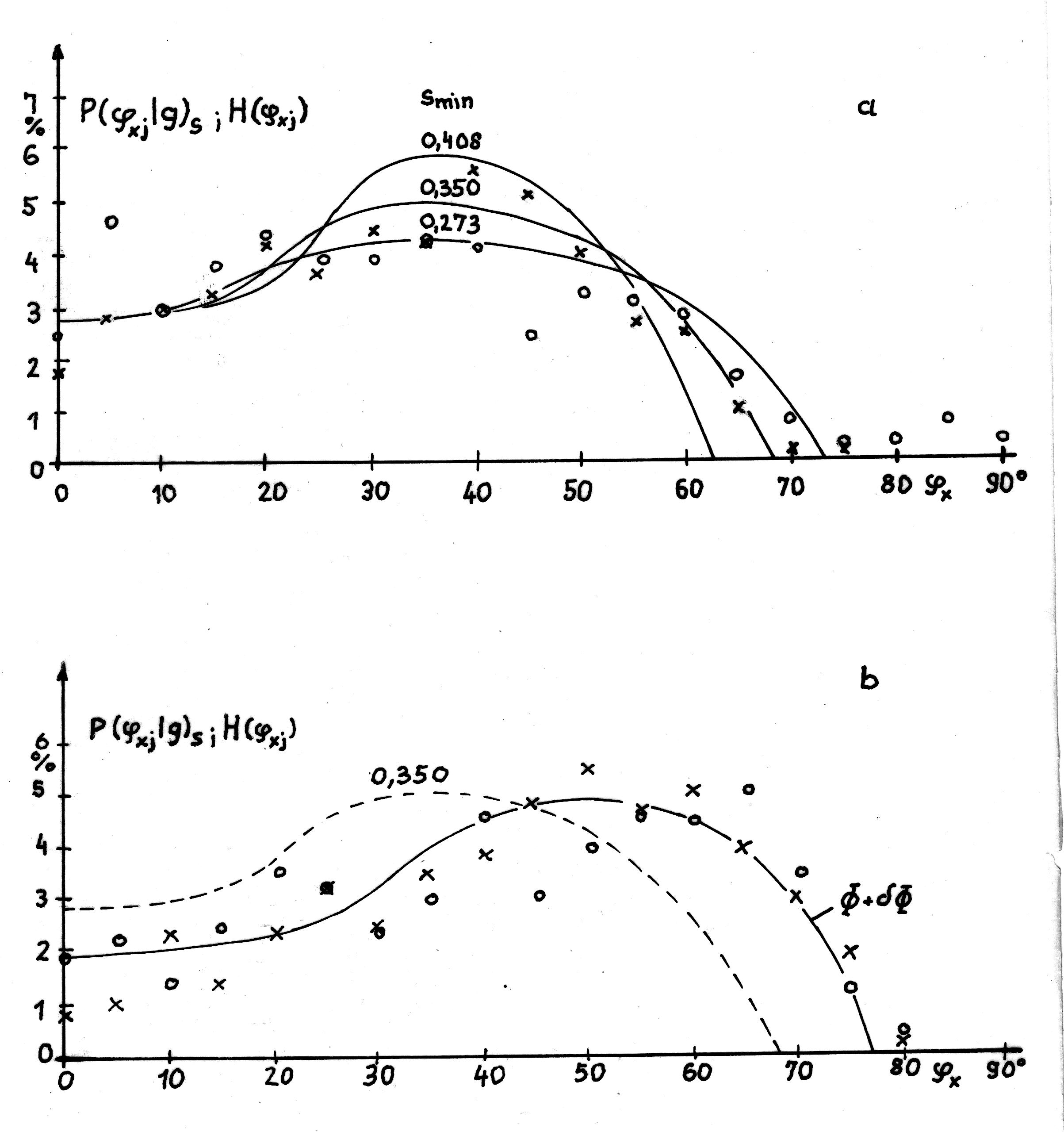
Bild 8. Vergleich der experimentel bestimmten Richtungsverteilung von Gleitspuren mit der berechneten

In Bild 8 wird das Ergebnis einer ersten Prüfung der Theorie durch Vergleich mit der durch Ausmessen der Azimute von Gleitspurenscharen an der Oberfläche von Flachproben aus Cr-Ni-Ti-Stahl nach einem Zugschwellversuch erhaltenen Verteilungen dargestellt. Im ersten Fall (Bild 8a) war die Oberfläche vor der Belastung mit 5 Zyklen ({\displaystyle s_{\rm {zmax}}=433\,{\mathrm {M} Pa}}) poliert und geätzt worden; die akkumulierte plastische Dehnung betrug 10 %. Im zweiten Fall (Bild 8b) war die Oberfläche nur mechanisch poliert worden. 5 Zyklen mit {\displaystyle s_{\rm {zmax}}=501\,{\mathrm {M} Pa}} führten zu einer akkumulierten Dehnung von 36 %. Die Richtungsverteilung wurde durch zwei unabhängige Beobachter mit einem Stichprobenumfang von mehr als 700 Gleitspurenscharen (x) bzw. mehr als 400 Scharen (o) bestimmt.

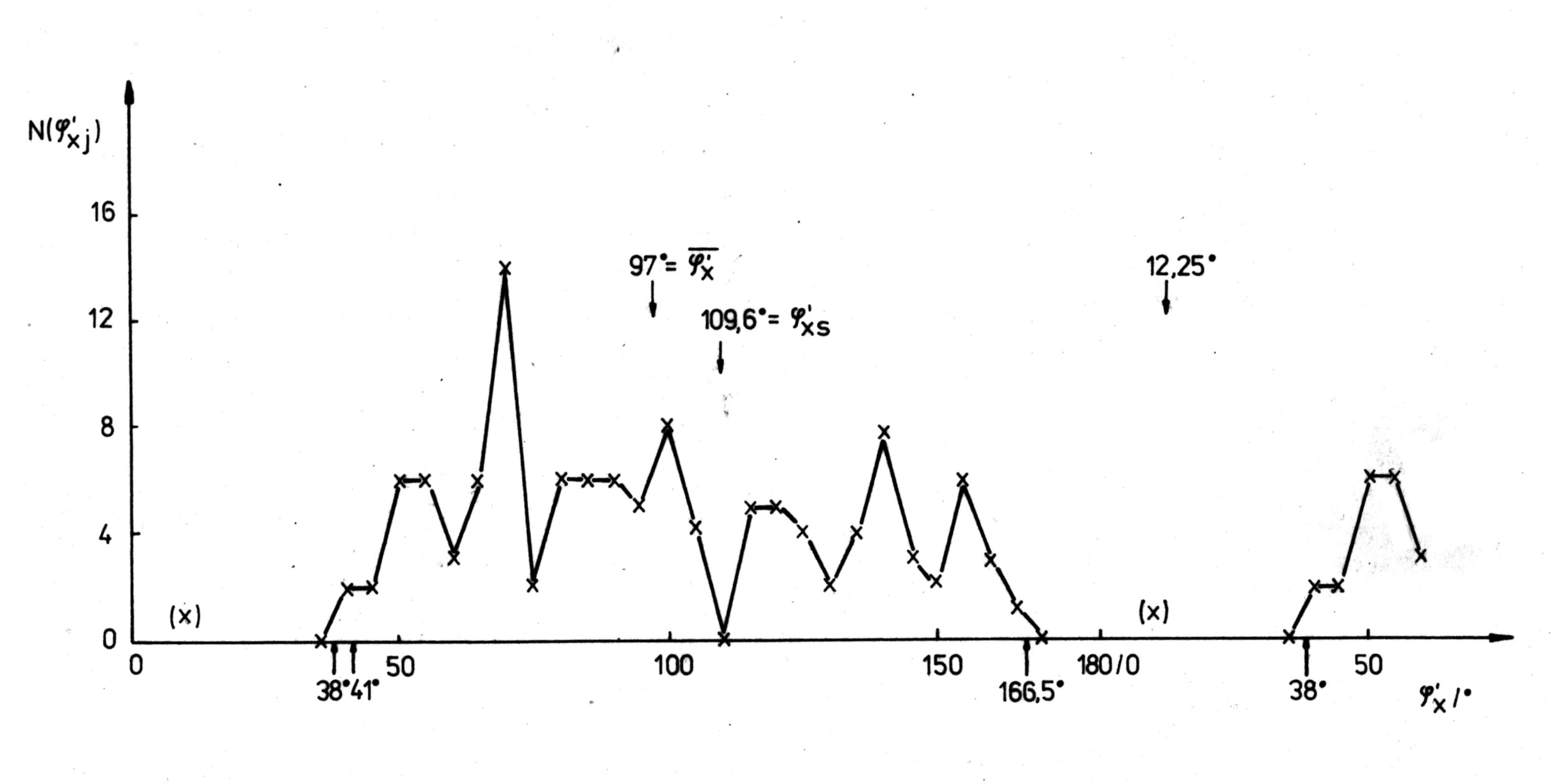
Bild 9. Direktbestimmung der Richtungsverteilung von Gleitspuren an einem Matrizenabdruck mit dem TEM

Bei der geringeren Beanspruchung (Bild 8a) gibt es eine befriedigende Übereinstimmung mit der Wahrscheinlichkeitsverteilung für {\displaystyle s_{\rm {min}}} zwischen 0,273 und 0,350. Bei der zweiten Beobachtung (o) erwies sich die Verteilungslücke in der Umgebung von {\displaystyle \varphi _{\rm {z}}=90^{\circ }} als nicht völlig leer. Dies ist vermutlich auf die Verwechslung von Zwillingsgrenzen mit Gleitspuren an der geätzten Oberfläche zurückzuführen. Bei der größeren Beanspruchung (Bild 8b) zeigte sich eine starke Abweichung von den theoretischen Wahrscheinlichkeitsverteilungen (man vergleiche mit der für {\displaystyle s_{\rm {min}}=0,350} berechneten Kurve: ---). Die von Gleitspurenazimuten völlig freie Lücke für {\displaystyle \varphi _{\rm {z}}>80^{\circ }} war deutlich schmaler als erwartet, das Maximum nach größeren Azimuten verschoben und das Minimum deutlich abgesenkt. Eine Erklärung für diese Abweichungen findet sich in der bei der hohen akkumulierten Dehnung (36 %) bereits deutlich werdenden Texturentwicklung, welche offenbar nach beginnender Deformation die Neigung der Gleitebenen vergrößert und damit die Richtungsverteilung der Gleitspuren verändert. Wenn man – stark vereinfachend – annimmt, dass der Orientierungswinkel {\displaystyle \Phi } sich einheitlich um den Betrag {\displaystyle \delta \Phi =10^{\circ }} vergrößert hat und dementsprechend in Beziehung (13) {\displaystyle P(\varphi _{\rm {xj}})\Phi +\delta \Phi } anstatt {\displaystyle P(\varphi _{\rm {xj}})_{\rm {j}}\Phi } verwendet, erhält man die in Bild 8b durchgezeichnete Kurve, die sich der experimentell bestimmten Verteilung bedeutend besser anpasst als die für isotrope Kornorientierung berechnete Wahrscheinlichkeitsverteilung.
Bid 9 zeigt das Ergebnis der unabhängigen Bestimmung der (bei der Präparation nicht protokollierten) Belastungsrichtung anhand eines zweistufigen Kohlenstoffabdrucks von der Oberfläche einer Biegewechselprobe durch direkte Winkelmessung mit durchsichtigem Transporteur und Lineal am Beobachtungsfenster des Elektronenmikroskops (TEM). Die Messung der Winkel erfolgte bei um 45° (d. h. parallel zum Fenster) geneigtem Bildschirm. Die vorläufige 0-Richtung der Winkelmessung war die Richtung der horizontalen Kippachse des Schirms; in Bild 9 sind die wegen der Schirmneigung korrigierten Azimute {\displaystyle \varphi _{\rm {x}}'} eingetragen. Der Stichprobenumfang betrug 119. Ein durch (x) gekennzeichneter Richtungswert in der sonst leeren Verteilungslücke bezieht sich auf die mittlere Orientierung einer zickzackförmigen Gleitspur, wie sich durch Nachprüfung bei höherer Vergrößerung erwies. Die Klassierung erfolgte durch Runden auf durch 5 teilbare Azimutwerte. Es bieten sich zwei Möglichkeiten zur Bestimmung der Belastungsrichtung (Z-Achse) an: 1. Die Z-Richtung wird dem Mittel der die Lücke begrenzenden Azimute (165,5° bzw. −13,5° und 38°) zugeordnet, was auf {\displaystyle q'=12{,}25^{\circ }} führt, oder 2. die Y-Richtung wird dem Mittel der zusammenhängenden Azimute (97°) zugeordnet, was auf {\displaystyle \varphi _{\rm {x}}'=7^{\circ }} für die Z-Achse führt. Die Differenz von etwa 5° entspricht in diesem Fall der Klassenbreite und kann als Unsicherheit der Bestimmung der Lastrichtung angesehen werden, welche angesichts des kleinen Stichprobenumfangs erstaunlich gering erscheint. Die von der Bedampfung mit C + Pt herrührende Schattenrichtung hatte ein Azimut von 109,6°. Es ist möglich, aber leider nicht protokolliert, dass die Schattenrichtung quer zur Probenachse gewählt worden war.

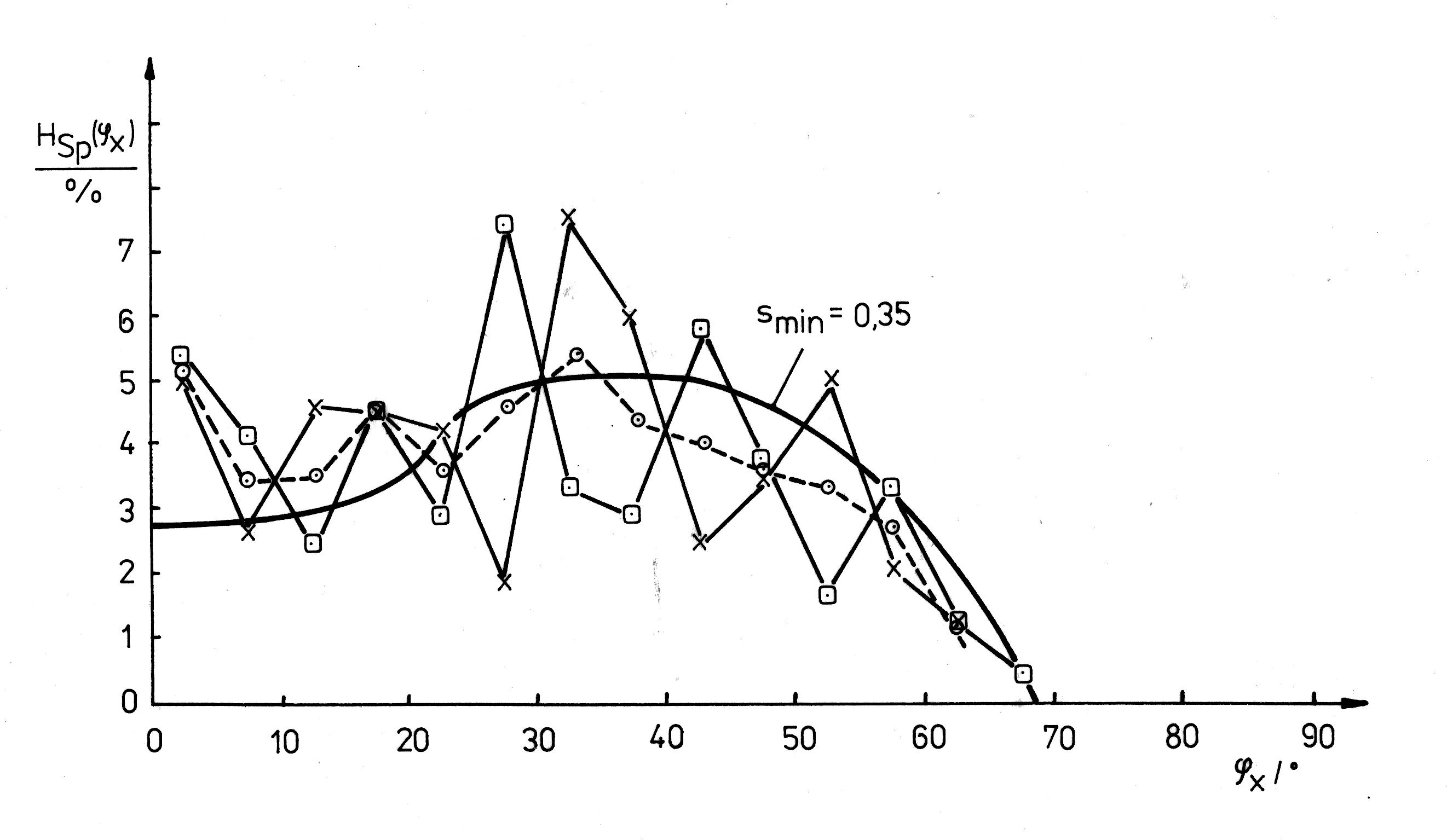
Bild 10. Zusammenfassung der Richtungsverteilung von Gleitspuren nach Direktbestimmung mit dem TEM und unabhängiger Bestimmung der Lastrichtung

In Bild 10 ist die Häufigkeitsverteilung der Gleitspurenazimute zunächst getrennt für die erste (x) und für die zweite (o) Möglichkeit der Bestimmung der Z-Richtung und dann für den jeweiligen Mittelwert (- - o - -) aus beiden eingetragen. Auch in diesem Fall findet sich die beste Übereinstimmung mit der berechneten Wahrscheinlichkeitsverteilung für {\displaystyle s_{\rm {min}}=0,350} mit einer deutlichen Tendenz der Erhöhung im Intervall von {\displaystyle \varphi _{\rm {x}}} zwischen 0° und 10° neben einer Verbreiterung der Verteilungslücke. Diese Tendenz entspricht dem Einfluss der Stauchung auf den Orientierungswinkel {\displaystyle \Phi }.